# Kazmor El Prisionero
Kazmor El Prisionero es el segundo álbum larga duración de la banda venezolana de rock progresivo Equilibrio Vital. Fue grabado en Estudios INTERSONIDO en 1984 y fue lanzado ese mismo año en formato LP a través de la discográfica COLOR. En 2006 fue reeditado a través de la discográfica francesa Musea Records con cinco temas adicionales grabados entre 2002 y 2005.

## Listado de canciones
1. El Ausente - 4:28
2. Kazmor El Prisionero - 4:57
3. Mi Canción (Parte I) - 4:44
4. Lluvia Cósmica - 7:19
5. Advenimiento (Xskgriglam Parte I)
6. Trayectoria (Xsgriglam parte II)
7. Prisa
8. Yellenik (Bailarina de cristal) - 3:17
9. Inocentes Perdidos - 3:04
10. Mi Canción (Parte II) - 2:12

Todos los temas por Marcos Chacón, excepto Prisa de Elena Prieto, e Inocentes Perdidos de Guillermo González.

## Créditos

### Nota importante
Aunque sólo una parte de Equilibrio Vital figura en los créditos del álbum, en realidad todos los integrantes del grupo han participado en su creación. Independientemente de la ocupación artística de cada quién, todos los miembros participaron en un proceso de toma de
decisiones grupal en el que se definieron aspectos quizá menos notorios de la creación del álbum, pero ciertamente igual de importantes, como por ejemplo la selección de temas, o la creación del concepto. Aquí se intenta enmendar de alguna manera esa situación, por lo que se nombra en los créditos a todos los integrantes del grupo para la fecha de creación del álbum, especificando en el mayor grado posible el aporte de cada individuo. Esta 'actualización' de la información ha sido proporcionada por los mismos integrantes del grupo.

### Intérpretes
- Marcos Chacón: guitarra líder, voz, multiefecto UE400, sintetizador de guitarra X911, guitarra con slide.
- Elena Prieto: voz, percusión, teclado HS200, cuento Kazmor.
- Guillermo González: bajo, flauta, voz, guitarra acústica.
- Carlos Serga: guitarra rítmica, guitarra acústica, voz.
- Arnoldo Serga: bajo, percusión, guitarra acústica.
- Laureano Rangel: batería, percusión, teclado HS200, fotografía.
- Jaime Moroldo: grito en Advenimiento, diseño de carátula.
- Marcos César Andrade (Nano), Iván González y Ramón González (Nino): voces infantiles en Inocentes Perdidos.

### También participaron
- Aracely Ramírez: diagramación, arte digital
- Norma Figuera
- Trina Noguera
- Kenzar

### Otros
- Auguie Verde: grabación y mezcla álbum original (1984)

## Reedición
En 2006 el álbum fue reeditado y remasterizado digitalmente en Taurus Studio y lanzado a través de la discográfica francesa Musea Records con cinco temas adicionales que fueron grabados entre 2003 y 2005. 

## Listado de canciones
1. El Ausente - 4:28
2. Kazmor El Prisionero - 4:57
3. Mi Canción (Parte I) - 4:44
4. Lluvia Cósmica - 7:19
5. Advenimiento (Xskgriglam Parte I)
6. Trayectoria (Xsgriglam parte II)
7. Prisa
8. Yellenik (Bailarina de cristal) - 3:17
9. Inocentes Perdidos - 3:04
10. Mi Canción (Parte II) - 2:12

Todos los temas por Marcos Chacón, excepto Inocentes Perdidos, Sudyenin, Mirando al Horizonte y Volver de Guillermo González.

## Créditos
En la reedición además de los que figuran en la edición original constan estos créditos:

### Intérpretes
- Jacinto González: guitarra acústica, digitalización de álbum original, fotografía.
- Gabriel Abreu: chelo, fotografía.
- César Jaime: guitarra acústica, guitarra electroacústica, mandolina, fotografía.
- Jorge Luis Ayala: batería, voz, arte digital.
- Endgork Moroldo: teclados, arte digital, fotografía.
- Víctor Pérez (invitado): guitarra en Sudyenin, Campanas al viento y Tempestad.

### También participó en la reedición
- Miguel Ramírez: escrito El gran momento  y seguridad.

### Otros
- Auguie Verde: * Janine Aristiguieta: corrección de estilo
- La campana de bronce usada en El Ausente, es la única copia de otra donada al Santo Padre Juan Pablo II en los años 80 a través de la Asociación Nacional de Alpinos de Belluno (Italia), quienes la ofrecieron a Enzo Moroldo (1919-1991) como contribución a su idea de construir una iglesia. Su hijo, Jaime, en colaboración con el Padre Angelo Rioli la ofreció a los padres Escalabrinianos para que la usaran en una obra digna, en recuerdo agradecido de su papá, principal promotor de la iniciativa. Actualmente se encuentra en la Holy Spirit Mission en Seely, Estados Unidos.